# El Manantial, Jalisco
El Manantial är en ort i Mexiko.   Den ligger i kommunen Tlajomulco de Zúñiga och delstaten Jalisco, i den centrala delen av landet, 500 km väster om huvudstaden Mexico City. El Manantial ligger 1 532 meter över havet och antalet invånare är 157.
Terrängen runt El Manantial är platt österut, men västerut är den kuperad. Runt El Manantial är det tätbefolkat, med 266 invånare per kvadratkilometer. Närmaste större samhälle är Guadalajara, 15,9 km norr om El Manantial. Omgivningarna runt El Manantial är en mosaik av jordbruksmark och naturlig växtlighet.